# Jadovce
Jadovce (nemško Thon) je naselje v Občini Grabštanj v Okraju Celovec-dežela na Koroškem v Avstriji.